# Au bonheur des enfants
 (juillet 2012).
Si vous disposez d'ouvrages ou d'articles de référence ou si vous connaissez des sites web de qualité traitant du thème abordé ici, merci de compléter l'article en donnant les références utiles à sa vérifiabilité et en les liant à la section « Notes et références ».
Au bonheur des enfants est une émission télévisée de Maritie et Gilbert Carpentier consacrée à Chantal Goya. Le programme a été diffusé sur TF1 le 23 décembre 1978 à 20h20.

## Synopsis
Un soir de Noël, la jeune Marie-Rose est mise à la porte de son appartement par sa logeuse. Elle se réfugie avec ses petits amis dans une boutique nommée Au Bonheur des Enfants où Marie-Rose est vendeuse. Arrive alors le propriétaire du magasin, accompagné de sa femme, son fils et de tous leurs invités qui ont décidé de passer cette nuit de réveillon dans les grands magasins.

## Fiche technique
- Réalisation : André Flédérick
- Scénario : Maritie Carpentier
- Musique : Jean-Jacques Debout
- Chansons originales : Jean-Jacques Debout et Roger Dumas
- Chorégraphies : Arthur Plasschaert

## Distribution
- Chantal Goya : Marie-Rose
- Micha Bayard : Madame Gripsou la logeuse
- Thierry Le Luron : Le fils du propriétaire
- Jean-Marc Thibault : Le veilleur de nuit

## Chansons
1. La Poupée
2. Dans la rue
3. Payez vos dettes (interprétée par Micha Bayard)
4. Donne la patte Shaggy Dog
5. Moi je veille (interprétée par Jean-Marc Thibault)
6. Riri Fifi Loulou
7. Ne partez pas
8. Réveillonner dans les grands magasins
9. On devient fous dans les grands magasins
10. Mais pour qui me prenez-vous donc ?
11. Nous les agents
12. Soyons indulgents (interprétée par Thierry Le Luron)
13. Si je savais imiter les enfants (interprétée par Thierry Le Luron)
14. Comme le Grand Meaulnes
15. Père Noël Père Noël
16. On m'appelle Cendrillon
17. Demain
18. Vous êtes une femme
19. Robes de coton
20. Au nom des pouvoirs
21. Au Bonheur des Enfants
22. La poupée

## Autour de l'émission
- Ce conte musical a été diffusé 3 fois : 2 fois en intégralité (la première fois sur TF1 en 1978 puis sur Pink TV en 2005) et partiellement en 1984 sur TF1 dans l'émission "La semaine enchantée de Chantal Goya".